# Rytidosperma javanicum
Rytidosperma javanicum är en gräsart som först beskrevs av Jisaburo Ohwi och Jan Frederik Veldkamp, och fick sitt nu gällande namn av Hans Peter Linder. Rytidosperma javanicum ingår i släktet kängurugräs (släktet), och familjen gräs. Inga underarter finns listade i Catalogue of Life.